# Nicolás Burdisso
Nicolás Andrés Burdisso (n. 12 aprilie 1981, Altos de Chipión⁠(d), Provincia Córdoba, Argentina) este un fotbalist argentinian care evoluează pe postul de fundaș dreapta sau central.

## Palmares
Boca Juniors
- Argentine Primera División (2): Apertura 2000, Apertura 2003
- Copa Libertadores (3): 2000, 2001, 2003
- Cupa Intercontinentală (2): 2000, 2003

Internazionale
- Serie A (4): 2005–06, 2006–07, 2007–08, 2008–09
- Coppa Italia (2): 2004–05, 2005–06
- Supercoppa Italiana (4): 2005, 2006, 2008, 2010

 Argentina
- FIFA U-20 World Cup (1): 2001
- CONMEBOL Men Pre-Olympic Tournament (1): 2004
- Jocurile Olimpice de vară (1): 2004